# Ochoco National Forest

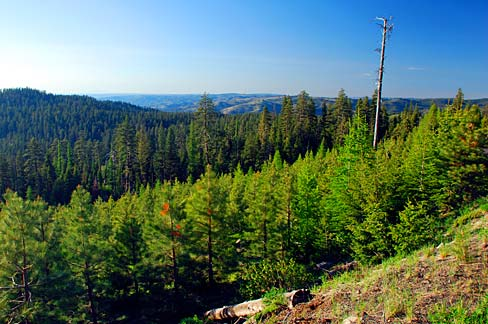
Ochoco National Forest

Der Ochoco National Forest ist ein Nationalforst im US-Bundesstaat Oregon.

## Lage
Der Ochoco National Forest (Lage) liegt in den Ochoco Mountains, die einen südwestlichen Ausläufer der Blue Mountains bilden, südlich einer Verbindungslinie von Dayville nach Madras. Dabei umfasst der Ochoco National Forest ein Gebiet westlich des South Fork John Day River, während das Gebiet östlich dieses Flusses zum Malheur National Forest zählt. Im Westen des Ochoco National Forest durchquert der U.S. Highway 26 das Gebirge.
Westlich des Nationalforsts liegt das Crooked River National Grassland, das gemeinsam mit dem Ochoco National Forest von dem Büro des United States Forest Service in Prineville aus verwaltet wird.

## Beschreibung

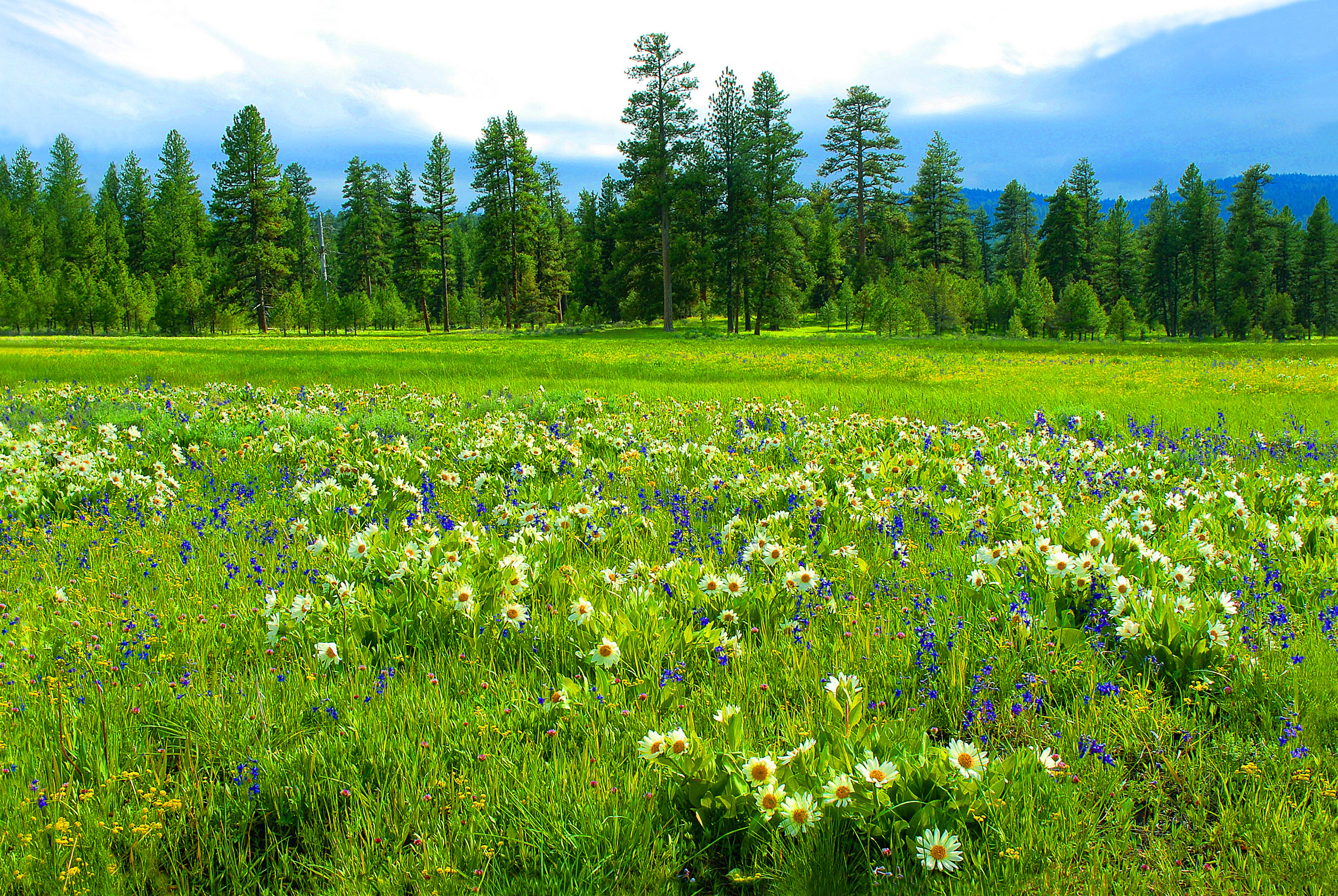
Big Summit Prairie

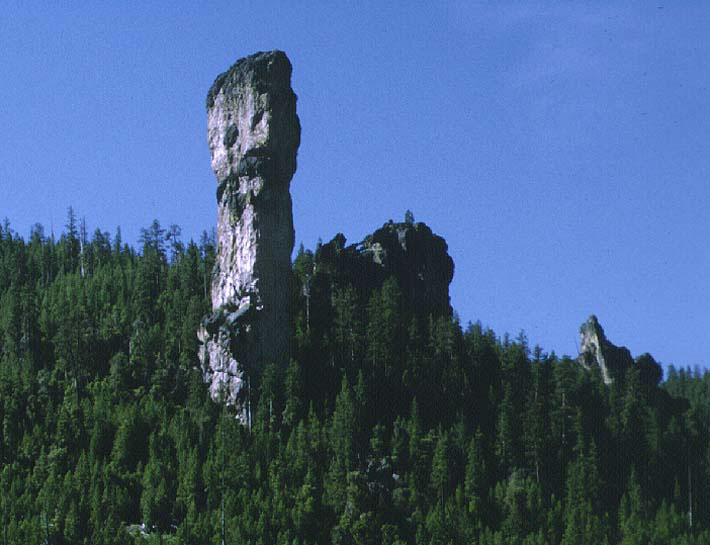
Stein’s Pillar

Der Nationalforst wurde am 1. Juli 1911 errichtet. Er hat eine Fläche von etwa 3421 km2 (845.498 Acres) und ist in drei Ranger Districts unterteilt.
Das Gelände ist gebirgig mit Gipfelhöhen von etwa 1400 bis 2100 m. Im Westen des Ochoco National Forest liegt der Lookout Mountain, der mit einer Höhe von 2,111 m höchste Gipfel der Ochoco Mountains ist. Eine weitere markante Landmarke ist Stein’s Pillar, eine etwa 100 Meter hohe Felsnadel.
Die Berghänge sind bewaldet, etwa 380 km2 (95.000 Acres) sind als Primärwald eingestuft. An den wärmeren Süd- und Westhängen ist die Gelb-Kiefer (Pinus ponderosa) die vorherrschende Baumart, an den kälteren Nord- und Osthängen wachsen Mischbestände aus Gelb-Kiefer, Douglasie, Kolorado-Tanne und Westamerikanischer Lärche. In tieferen Lagen herrschen Wacholder und Salbeisträucher vor. In zwei Trogtälern liegen die Grasgebiete der Big Summit Prairie (Lage) und der Little Summit Prairie (Lage).
Der Nationalforst bietet Lebensraum für mehr als 375 verschiedene Arten von Reptilien, Amphibien, Vögeln und Säugetieren. In den Bächen, Flüssen und Seen kommen 15 Arten von Wildfischen vor. An Großwildtieren leben in dem Nationalforst vor allem Hirsche, Elche und Antilopen. Zu den weiteren hier lebenden Tierarten zählen unter anderem Wanderfalke, Präriebussard, Weißkopfseeadler, Beifußhuhn, Kanadakranich, Amerikanischer Brachvogel, Eistaucher, Vielfraß und Rotbandforelle.
Innerhalb des Ochoco National Forest liegen drei Wildnisgebiete (Wilderness Area) nach der höchsten Naturschutz-Kategorie (1b): Mill Creek Wilderness (70 km2, Lage), Bridge Creek Wilderness (22 km2, Lage) und Black Canyon Wilderness (54 km2,Lage). Ein etwa 110 km2 großes Gebiet ist als Reservat für Wildpferde ausgewiesen.